# لشنا پودلاسکا
لشنا پودلاسکا (به لاتین: Leśna Podlaska) یک روستا در لهستان است که در گمینا لشنا پودلاسکا واقع شده‌است. لشنا پودلاسکا ۹۰۰ نفر جمعیت دارد.